# Poblana
Poblana é um género de peixe da família Atherinopsidae.

## Espécies
O género Poblana inclui as seguintes espécies: 
- Poblana alchichica F. de Buen, 1945
- Poblana ferdebueni Solórzano & Y. López, 1965
- Poblana letholepis Álvarez, 1950
- Poblana squamata Álvarez, 1950